# 帕森克山

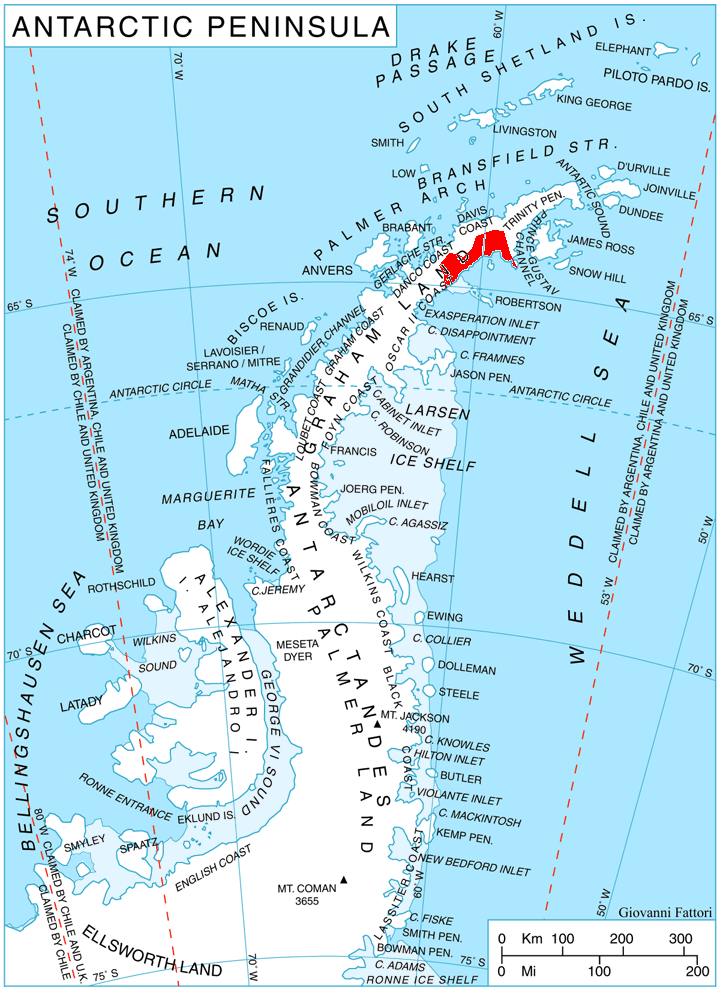

帕森克山是南極洲的山峰，位於葛拉漢地，屬於洛韋奇高地的一部分，海拔高度1,700米，處於費爾韋瑟角西北面15.3公里、斯基利峰東北面12公里、寬達里山以東18.15公里和莫里亞山西南面3.17公里。
64°52′12″S 61°11′40″W / 64.87000°S 61.19444°W

## 外部連結
- Mount Persenk. （页面存档备份，存于） SCAR Composite Antarctic Gazetteer.